# Ronnie Robertson
Ronald Robertson, detto Ronnie (Brackenridge, 25 settembre 1937 – Fountain Valley, 4 febbraio 2000), è stato un pattinatore artistico su ghiaccio statunitense.

## Palmarès
| Evento                       | 1953 | 1954 | 1955 | 1956 |
| ---------------------------- | ---- | ---- | ---- | ---- |
| Giochi olimpici invernali    |      |      |      | 2°   |
| Campionati mondiali          | 4°   | 5°   | 2°   | 2°   |
| North American Championships | 3°   |      |      |      |
| Campionati statunitensi      | 2°   | 3°   |      | 2°   |